# Bitter kärlek
Bitter kärlek (originaltitel: The Bigamist) är en amerikansk dramafilm från 1953 i regi av Ida Lupino, med manus av Collier Young som även producerade filmen. När filmen spelades in var Young gift med den ena hustrun i filmen, Joan Fontaine, och hade tidigare varit gift med den andra hustrun, spelad av Lupino (tillika filmens regissör).
Filmen har visats i SVT i augusti 1997, i december 2018, i juni 2020 samt den 14 februari 2025.

## Handling
Harry (Edmond O'Brien) och Eve Graham (Joan Fontaine) bor i San Francisco och försöker adoptera ett barn. Men mr Jordan (Edmund Gwenn), som har hand om adoptioner, börjar undersöka Harry och blir misstänksam med tanke på hans många resor till Los Angeles. Det visar sig att Harry lever ett dubbelliv med två hustrur.

## Rollista
- Joan Fontaine – Eve Graham
- Ida Lupino – Phyllis Martin
- Edmund Gwenn – Mr. Jordan
- Edmond O'Brien – Harry Graham / Harrison Graham
- Kenneth Tobey – Tom Morgan
- Jane Darwell – Mrs. Connelly